# ルノー・ヴェルサティス
ヴェルサティス（Vel Satis）は、ルノーが製造・販売していた自動車である。

## 概要
2001年にルノーの最高級車種であるルノー・サフランの後継型として発売された。ヨーロッパで最も権威のある衝突安全性テストであるユーロNCAPの5つ星を獲得するなど、高い安全性を持つ。エンジンは日産のVQ型の3.5L V6ガソリン（245PS/6,000rpm、33.6kgm/3,600rpm）、いすゞ製の3L V6ディーゼル（180PS/4,400rpm、36.4kgm/1,800rpm）、ルノー製2L L4ガソリン（165PS/5,000rpm、26.0kgm /2,000rpm）と、2.2L ディーゼル（150PS/4,000rpm、33.3kgm/1,750rpm）の4種類。
2005年4月にフェイスリフトモデルを発表。フロント周りのクロームパーツの使用が抑えられるなどの意匠変更が施された。
2009年8月27日生産終了。総生産台数は62,201台であった。傘下のルノーサムスン自動車とともに新型の方向性を探っていたが、2009年に後継車種の開発を断念したことが発表され、Eセグメントからの撤退が明らかにされた。しかし、2010年6月に3代目ルノーサムスン・SM5をベースとした「ラティテュード」が発表され、これが実質的な後継モデルとなっている。
なお、ルノーの事実上の傘下である日産自動車の車種と販売上競合することもあり、ルノー・ジャポンによる日本への正規輸入は見送られた。日本国内には数台の並行輸入と、ディーゼルエンジン供給元のいすゞ自動車のサンプルとして輸入されたのみである。